# Zarza de Tajo
Zarza de Tajo ist eine Gemeinde (Municipio) und ein Dorf mit 274 Einwohnern (Stand: 2024) in der Provinz Cuenca in der Autonomen Region Kastilien-La Mancha. 

## Lage
Zarza de Tajo liegt etwa 75 Kilometer westlich von Cuenca in einer Höhe von ca. 710 m. 

## Bevölkerungsentwicklung
| 1970 | 1981 | 1991 | 2001 | 2011 | 2021 |
| ---- | ---- | ---- | ---- | ---- | ---- |
| 799  | 405  | 316  | 253  | 318  | 269  |

## Sehenswürdigkeiten

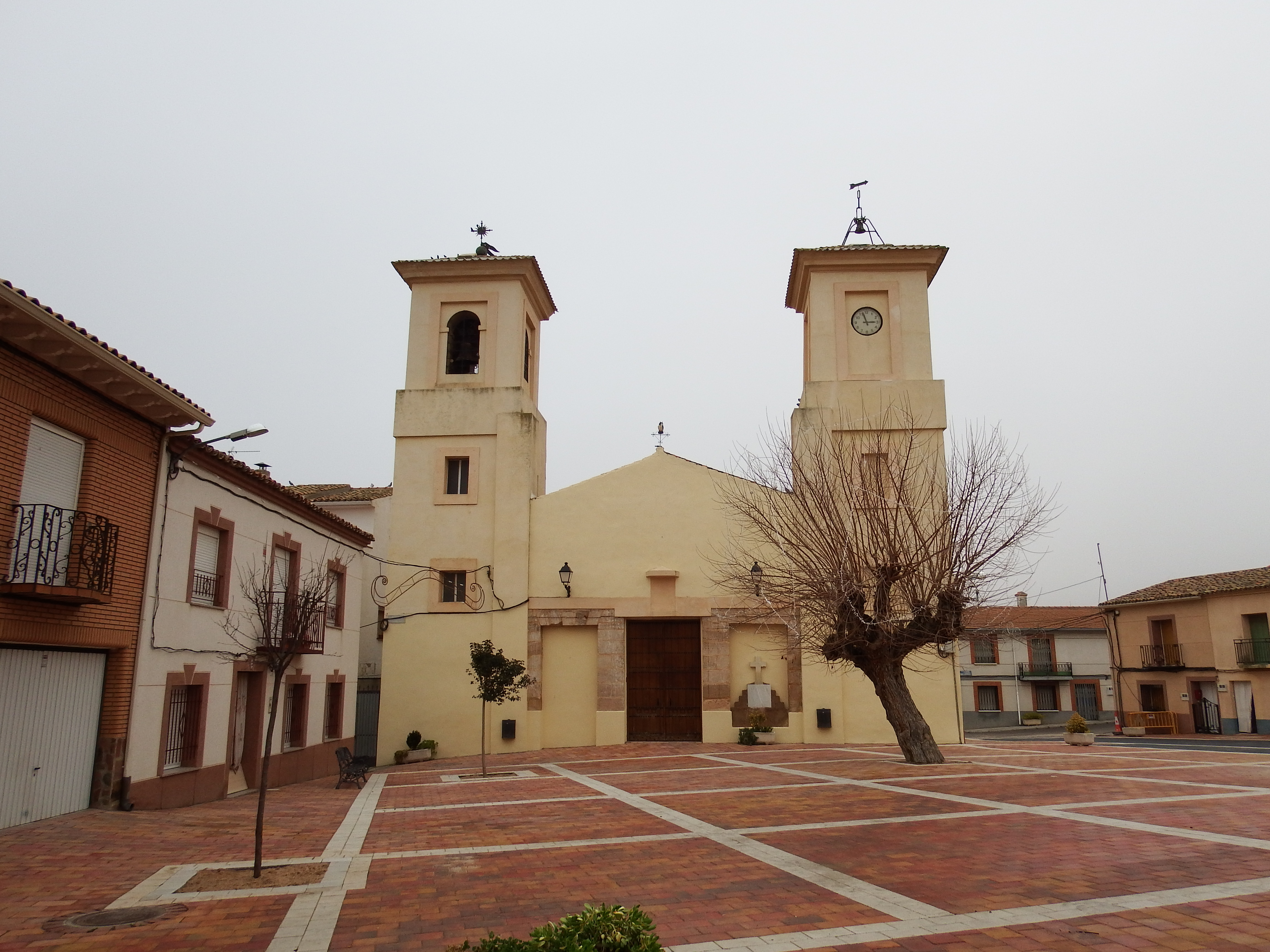
Kirche Mariä Erscheinung
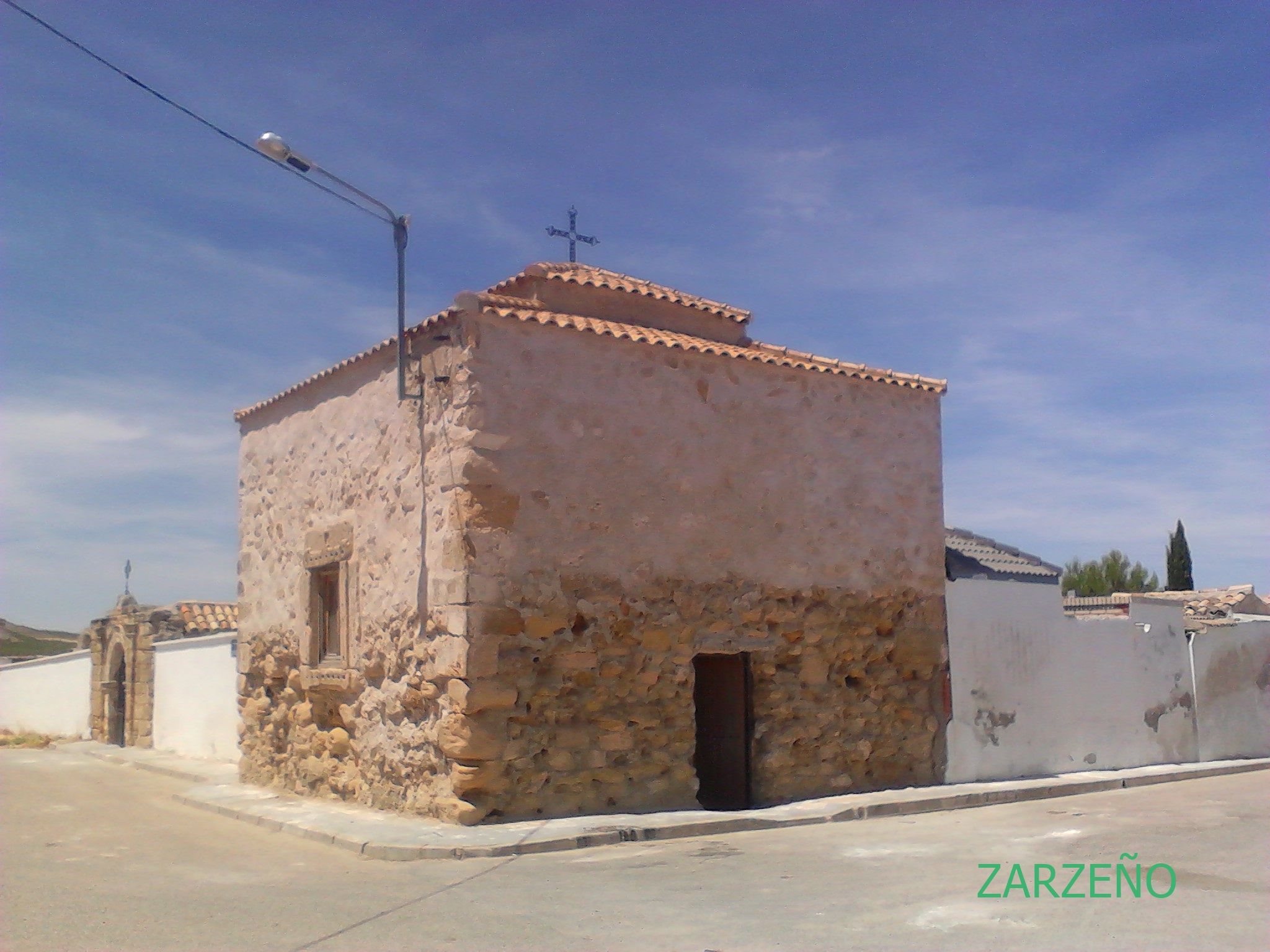
Kapelle Mariä Himmelfahrt
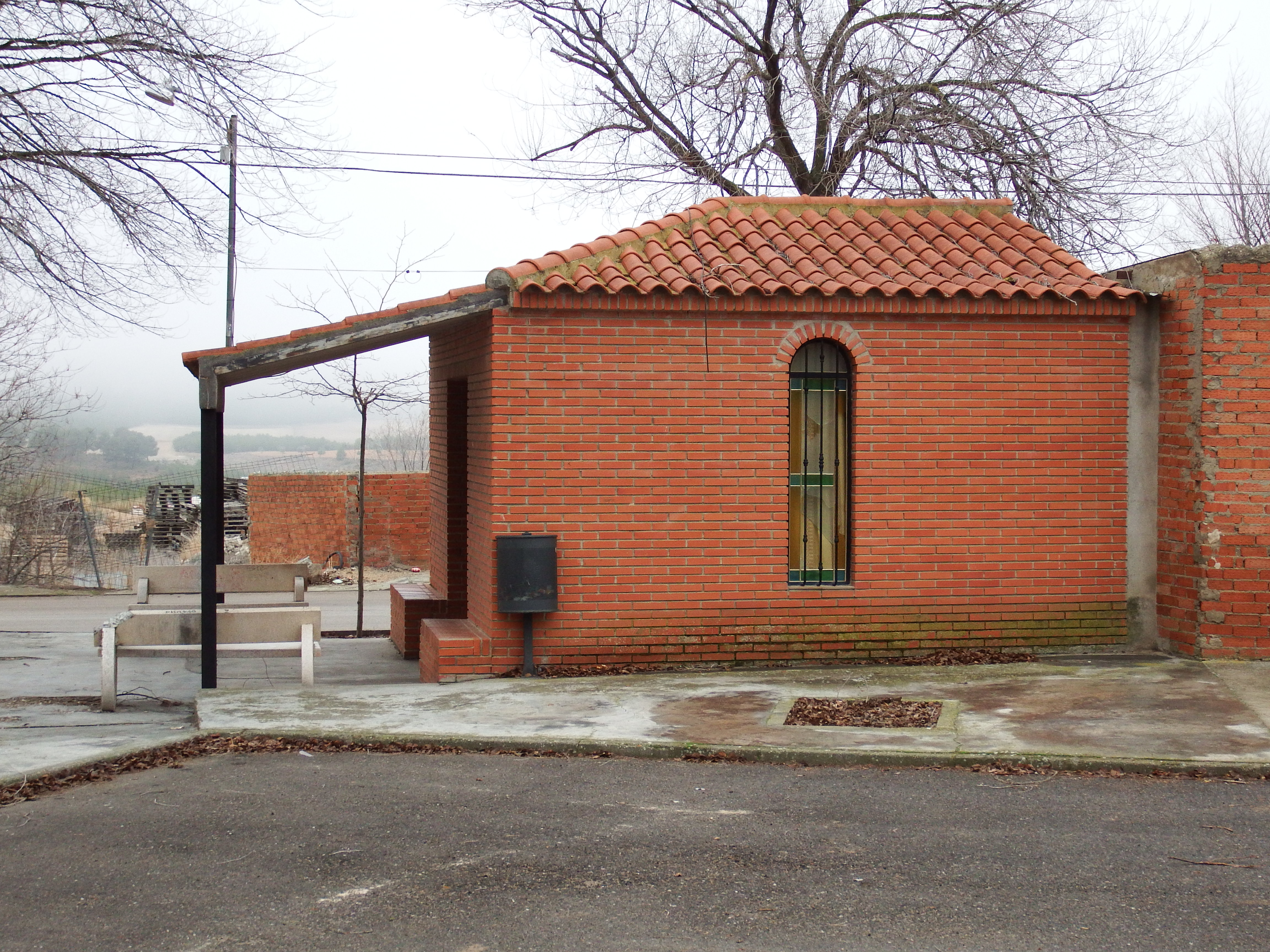
Isidorkapelle
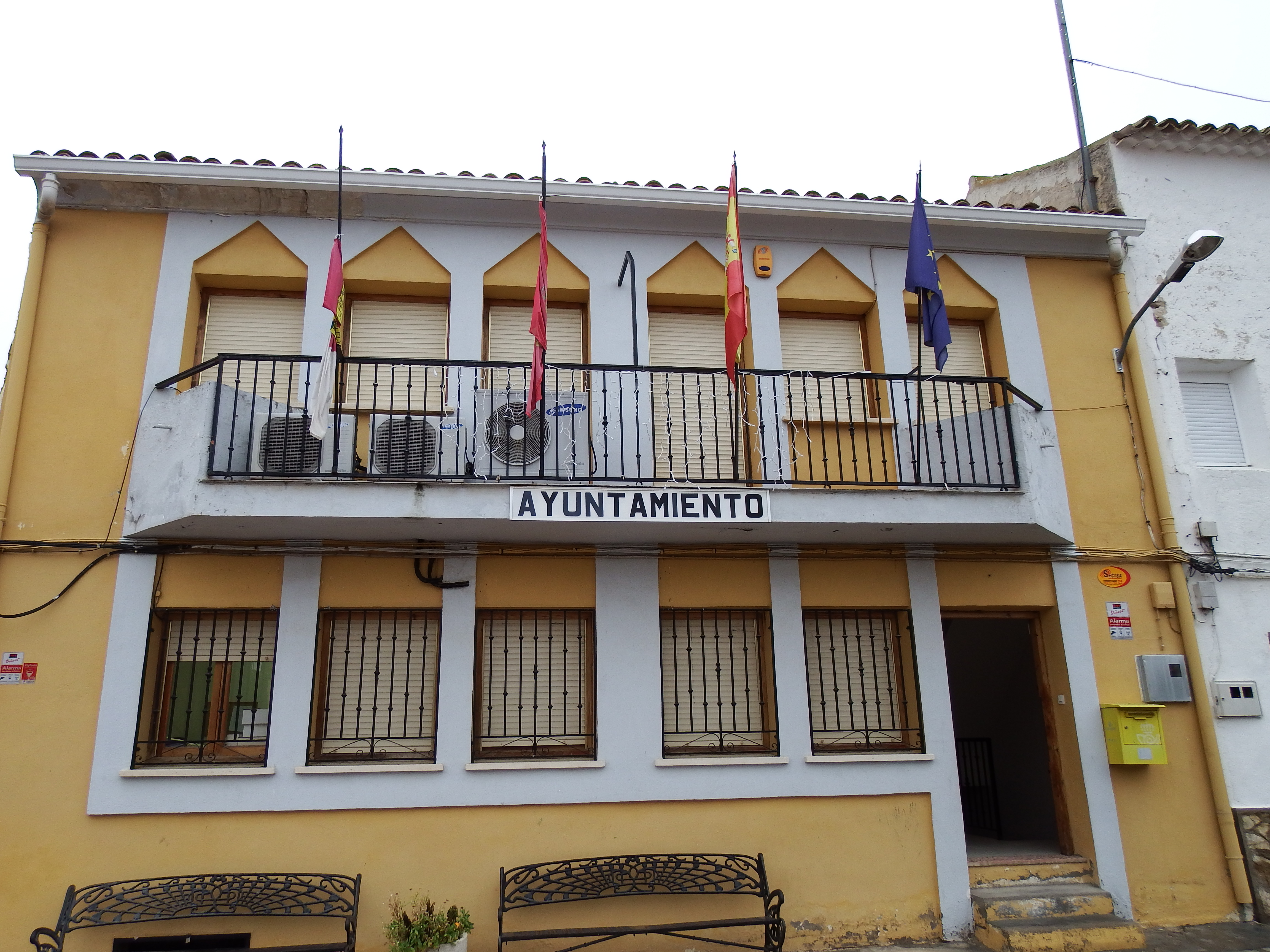
Rathaus

- Kirche Mariä Erscheinung
- Kapelle Mariä Himmelfahrt
- Isidorkapelle
- Rathaus